# Pristimantis fenestratus
Pristimantis fenestratus är en groddjursart som först beskrevs av Franz Steindachner 1864.  Pristimantis fenestratus ingår i släktet Pristimantis och familjen Strabomantidae. IUCN kategoriserar arten globalt som livskraftig. Inga underarter finns listade i Catalogue of Life.